# Atentados no Domingo de Ramos em igrejas do Egito em 2017

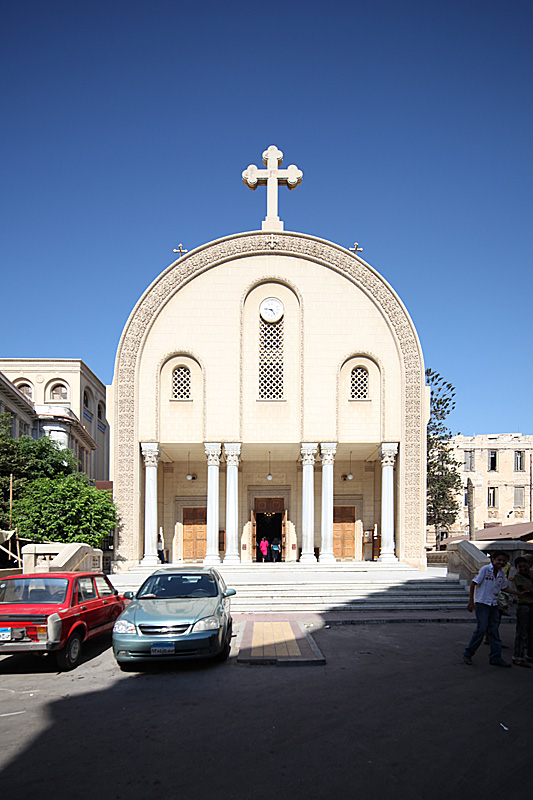
Fachada da catedral.

Os Atentados no Domingo de Ramos em igrejas do Egito em 2017 foram dois ataques suicidas por explosivos que aconteceram em 9 de abril de 2017 durante o Domingo de Ramos na Igreja de São Jorge no norte da cidade de Tanta no delta do Nilo, e na Catedral Ortodoxa Copta de São Marcos, a principal igreja de Alexandria, sede do papado copta.

## Ataque
Em fevereiro de 2017, o Estado Islâmico pediu ataques contra cristãos. No Domingo de Ramos, em 9 de abril de 2017, as bombas devastaram a Igreja de São Jorge na cidade egípcia do norte de Tanta, no delta do Nilo, e a Catedral Ortodoxa Copta de São Marcos, a principal igreja em Alexandria, sede do papado copta. Papa Teodoro II de Alexandria, atual Papa da Igreja Ortodoxa Copta de Alexandria, tinha acabado de serviços no momento do ataque de Alexandria, e escapou ileso.

## Reações

### Nacional
O presidente egípcio Abdel Fattah el-Sisi convocou o conselho de segurança.

### Internacional
- Alemanha – O ministro alemão de Relações Exteriores, Sigmar Gabriel, disse que "Os cristãos voltaram a ser alvo de uma fuga de sangue." O secretário alemão do Interior Thomas de Maizière choca-se com o fato de as pessoas serem mortas enquanto exercem a sua religião.[8]
- Brasil – O Ministério das Relações Exteriores divulgou uma nota em que expressa "profunda consternação" por causa dos ataques com explosivos a duas igrejas cristãs coptas do Egito.[9]
- Estados Unidos – O presidente Donald Trump em seu Twitter condenou os ataques e disse que "tem grande confiança de que o presidente egípcio Al Sisi irá lidar adequadamente com a situação".[10]
- França – O presidente François Hollande condenou o ataque e expressou solidariedade com o Egito e os familiares dos mortos e feridos.[11]
- Irã – O ministro de Relações Exteriores Bahram Qassemi denunciou as explosões de bomba nas duas igrejas coptas.[12]
- Polônia – O presidente Andrzej Duda pediu as pessoas a orarem pelas vítimas.[13]
- Portugal – O presidente Marcelo Rebelo de Sousa condena os "bárbaros ataques" e envia condolência ao presidente egípcio.[14]
- Rússia – O presidente Vladimir Putin ofereceu a sua ajuda ao Egito em uma luta conjunta contra o terrorismo.[8]
- Arábia Saudita – O Sheikh Abdullah Bin Zayed Al Nahyan, ministro de Relações Exteriores, expressou "a sua confiança na solidariedade do povo egípcio e na sua capacidade de defender a sua unidade nacional e derrotar este terrorismo abominável. Esses atos covardes de terrorismo são contrários a todos os princípios religiosos, valores morais e humanitários"[15]
- Vaticano – O papa Francisco condenou os ataques e manifestou seu pesar pelas vítimas. “Rezo pelos mortos e feridos. Estou próximo aos familiares e a toda comunidade. Que o Senhor converta o coração das pessoas que semeiam terror, violência e morte e também o coração daqueles que fazem e traficam armas”.[16]
- Romênia - O Ministro de Relações Exteriores da Romênia Teodor Meleșcanu condenou os ataques e apoia os esforços egípcios do combate ao terrorismo.[17]